# Museo Nacional de Bellas Artes (Argentina)
El Museo Nacional de Bellas Artes (MNBA), ubicado en la Ciudad de Buenos Aires, es una de las instituciones públicas de arte más importantes de Argentina. Alberga un patrimonio sumamente diverso, que incluye más de 12 000 piezas, entre pinturas, esculturas, dibujos, grabados, textiles y objetos. Su colección está integrada por arte precolombino, colonial, argentino e internacional, en un rango temporal que va del siglo III a. C. a la actualidad. Su gravitación reside también en el número de visitantes, de todas las edades, diferentes estratos sociales, procedentes del país y del exterior.
Parte de su colección se encuentra en exhibición en el Museo de Bellas Artes (MNBA Neuquén) de la ciudad de Neuquén, en la patagonia argentina.[cita requerida]

## Historia

### Inicios
En 1895 un decreto del presidente José Evaristo Uriburu creó el Museo Nacional de Bellas Artes de la República Argentina. La fundación ocurrió en una época en que tuvieron origen varias de las entidades culturales más importantes del país, cuyo funcionamiento continúa hasta la actualidad. Su primer director fue Eduardo Schiaffino, artista, crítico y primer historiador del arte argentino. Promotor de las instituciones artísticas, Schiaffino fue, en 1876, uno de los fundadores de la Sociedad Estímulo de Bellas Artes. Años más tarde, en 1893, junto con Severo Rodríguez Etchart, Eduardo Sívori, Ernesto de la Cárcova, Augusto Ballerini, Graciano Mendilaharzu, Ángel Della Valle, Leonela Rojas, entre otros, creó el Ateneo, entidad organizadora de las primeras exposiciones de arte argentino y desde donde se impulsó la creación del Museo Nacional de Bellas Artes. Schiaffino proyectaba un museo metropolitano, cuya colección permitiera una lectura de la historia del arte siguiendo el ejemplo de los museos europeos y norteamericanos contemporáneos. Esta propuesta enciclopédica de museo fue crucial para Schiaffino y para sus colegas, quienes aspiraban a educar el gusto del público y también impulsar el arte local.
Las primeras donaciones que recibió el museo fueron las colecciones de Adriano Rossi y José Prudencio de Guerrico, al mismo tiempo que el propio Schiaffino no dudó en pedir la colaboración de amigos y coleccionistas para acrecentar el patrimonio del museo. Con un conjunto inicial de 163 obras, el Museo Nacional de Bellas Artes se inauguró el 25 de diciembre de 1896 en el edificio del Bon Marché de la calle Florida, hoy Galerías Pacífico. Si bien este inmueble funcionaba como tienda por departamentos -joyerías y mercerías-, una buena parte también estaba destinada a otros espacios culturales como el Ateneo, la Colmena, atelieres de artistas (como el del escultor Víctor de Pol) y bibliotecas.
El Museo se perfiló, desde su fundación, como un museo de carácter ecléctico, cuyo acervo fue creciendo a partir de importantes adquisiciones y donaciones. Una obra del pintor francés Auguste Renoir fue comprada en 1907 con fondos públicos, año en que el Museo Metropolitano de Arte también incorporaba su primer Renoir. Junto con escuela la francesa, tanto la italiana como la española son las de mayor importancia numérica dentro del patrimonio.
A comienzos del nuevo siglo, Schiaffino llevó adelante cambios en el guion curatorial. El director optó por una distribución de obras según los géneros, acorde con sus conocimientos artísticos y con los modelos de la época. En 1904, Exposición Universal de San Luis, convocó a sesenta países que mostraron sus avances en la industria y sus productos comerciales, e incluyó un sector dedicado a las expresiones artísticas. Schiaffino fue el organizador de la sección argentina de Bellas Artes y tuvo a su cargo la selección del envío: La muestra se convirtió en una ocasión importante para difundir el arte nacional en el extranjero. Una selección de obras del patrimonio del MNBA, otras provenientes de la Comisión Nacional de Bellas Artes (CNBA) y de propiedad de los artistas, participaron y obtuvieron importantes premios.
Con el objetivo de acrecentar el patrimonio fundacional, en 1906 Schiaffino viajó a Europa en misión oficial. Allí recorrió museos, estableció contactos con coleccionistas y artistas y compró pintura antigua y contemporánea. Adquirió también la colección Bayley, un conjunto de dibujos y estudios preparatorios de maestros antiguos.
Finalmente, en 1909 el MNBA dejó su sede del Bon Marché y se trasladó a la Plaza San Martín. La colección ocupó el edificio del Pabellón Argentino, construido en hierro y cristal, que había albergado la participación de ese país en la Exposición Universal de París de 1889. Schiaffino optó, en este caso, por distribuir las obras en orden cronológico y por donaciones de coleccionistas. Dos importantes conjuntos de obras se habían incorporado al museo recientemente, el Legado Parmenio Piñero y la legada Leonela Rojas (1907) y la donación Ángel Roverano (1910) ambas incluyen autores franceses, españoles, e italianos. Ubicó las de Roverano, en las salas de la planta alta del Pabellón y para las de Piñero se destinaría un espacio en un edificio anexo, junto con el legado Rossi.
Schiaffino, que finalizó su gestión sin el Museo abierto al público en septiembre de 1910, fue sucedido por Carlos Zuberbühler (1910-1911), quien asumió el 30 de septiembre del mismo año.
Luego, fue nombrado director del Museo Cupertino del Campo, quien estuvo al mando por veinte años, del 9 de octubre de 1911 al 13 de febrero de 1931. Del Campo fue uno de los impulsores de la creación del Salón Nacional de Bellas Artes, desde el cargo de Secretario de la Comisión Nacional de Bellas Artes que ocupó entre 1907 y 1911.

### Sede definitiva

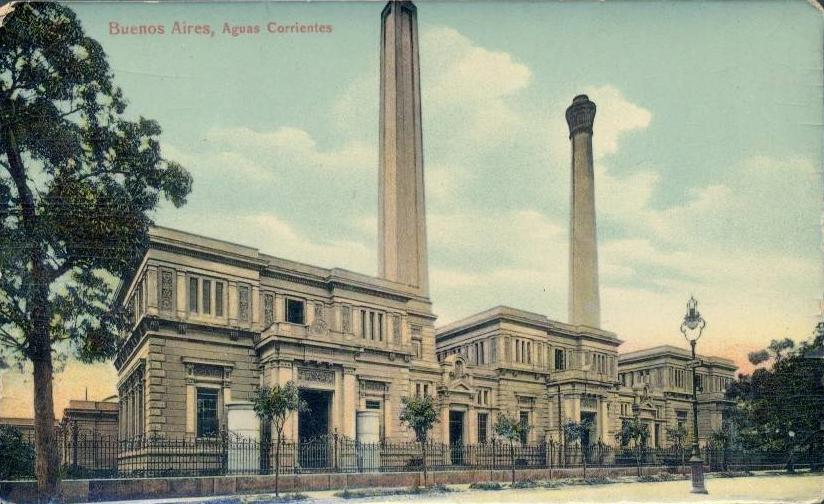
La Casa de Bombas en funcionamiento, con su fachada original.

Entre 1931 y 1939 Atilio Chiáppori asumió el cargo de director. Ese mismo año se fundó la Asociación Amigos del Museo Nacional de Bellas Artes, surgida con el propósito de promover el desarrollo artístico local y acrecentar el patrimonio del museo.
Chiáppori, conocedor de la museología y de las tendencias y movimientos artísticos contemporáneos internacionales, tenía la intención de convertir al MNBA en un museo “de arte moderno”, con una clara función educativa y al servicio de la comunidad. Durante su gestión el museo se trasladó a la sede definitiva, el edificio de la antigua Casa de Bombas de Recoleta, refuncionalizado por el arquitecto Alejandro Bustillo. Fue inaugurado en 1932.
Con el devenir del golpe de Estado y la interrupción de la democracia argentina del 6 de septiembre, se permitió concretar las propuestas y contemplaciones de Alejandro Bustillo en la arquitectura argentina.
Su inicio en las obras de gran infraestructura partió a partir de la remodelación de la antigua Casa de Bombas de Recoleta para transformarla en el actual Museo Nacional de Bellas Artes. Ya más llegados a 1928, durante la presidencia de Marcelo Torcuato de Alvear y bajo el seguimiento de Martin Noël, el cual era parte de la Comisión Nacional de Bellas Artes, se dio comienzo al Concurso para llevar a cabo un Museo en el Parque de Retiro. Terminó dando como ganador de dicho concurso a la propuesta de los arquitectos CA Herrera Mac Lean y Rafael Herrera. Inicialmente se planteó una remodelación, la cual contaba con el traslado del museo a la antigua Casa de las Bombas, pero debido a problemáticas relacionadas con la política del país, Alejandro Bustillo se hizo nombre y lo promovieron para que sea el encargado de llevar a cabo está reforma en noviembre de 1931, posterior a la renuncia de Noel y el derrocamiento de Yrigoyen. En 1933 se dio por finalizada e inaugurada la obra, la cual entre tantas características de las más relevantes son, la transferencia, la amplitud,la neutralidad de sus salas y la austeridad de su fachada, después de eliminar decoraciones, chimeneas, columnas y bajorrelieves, además de impresionante rediseño del pórtico.
La arquitectura despojada y las paredes claras de las salas contribuyeron a generar ámbitos propicios para la contemplación de las obras dispuestas didácticamente. Para la organización del guion curatorial de la colección permanente siguió un criterio por escuelas y en orden cronológico, respetando espacios simétricos entre una y otra obra, y colgándolas a la altura de la visual. Planificó un régimen de rotación de obras cada tres o seis meses, para aquellas que no se pudieran exhibir por razones de espacio, aunque las más importantes permanecían inamovibles dada su jerarquía.
En 1938 el museo recibió la donación de la familia Guerrico, importante colección que hacia mediados del siglo XIX ya contaba con más de un centenar de obras relevantes, pertenecientes a la escuela española, italiana, flamenca y principalmente francesa, junto a piezas anónimas, copias de grandes maestros, numismática y tallas japonesas de los siglos XVIII y XIX. La colección no cesó de acrecentarse, pues un valioso conjunto de abanicos, peinetones, platería colonial, objetos orientales de marfil, laca y porcelana, fue adquirido por las generaciones posteriores de la familia.
En 1942 la Biblioteca del Museo Nacional de Bellas Artes, que hasta ese momento era de uso interno, adquiere carácter público.
Chiáppori, fue sucedido por Domingo Viau, quien dirigió el Museo entre 1941 y 1944. Luego, el 29 de julio de 1944 se nombra director a Augusto Da Rocha (h.), pero se le otorga licencia en 1945 dando inicio a la dirección de Juan Zocchi, primero como interventor y después, en 1947, nombrado director, hasta 1955.

### El Museo a los 50 años de su fundación
Los 50 años de la fundación del Museo se celebraron en 1945 bajo la dirección del reconocido artista Juan Zocchi (1944-1955). En este período la institución puso el énfasis en la difusión de su patrimonio y organizó exposiciones itinerantes que llegaron a museos del interior del país. También recibió dos importantes exposiciones internacionales: Arte español contemporáneo (1947) que, en el marco de las relaciones amistosas entre ambos países, ofreció un valioso panorama del arte contemporáneo peninsular en las salas del Museo, y la muestra De Manet a nuestros días (1949), enviada por el gobierno francés, que incluyó obras del movimiento impresionista hasta las nuevas tendencias de la primera mitad del siglo XX. En 1952 se organizó una importante exposición, La pintura y la escultura argentinas de este siglo, que incluyó obras de los últimos cincuenta años, y que incorporó piezas abstractas y del movimiento de arte concreto que fueron distribuidas por estilos o temáticas en las treinta salas del Museo.
Así mismo se adquirieron una importante cantidad de obras para conformar La colección de arte europeo en la década del ´40, entre ellos El beso, de Auguste Rodin y La ninfa sorprendida, de Édouard Manet. Por otra parte realizó una investigación sobre la pintura La oración en el Huerto, atribuida al Greco y restaurada por el propio Corradini, que publicó en Ars. Revista de Arte. Por otra parte, atribuyó a Luca Giordano la obra Un matemático, la cual había ingresado con la autoría de José de Ribera. Una prueba en este sentido fue la mega exposición La pintura y la escultura argentinas de este siglo, presentada entre octubre de 1952 y marzo de 1953 en las salas del Museo Nacional de Bellas Artes. En esta muestra, que era una revisión de cincuenta años de arte argentino, nada se dejó afuera: 519 obras de 271 artistas, pintores y escultores de las más diversas tendencias, inundaron las salas del Museo y los jardines adyacentes.Vanguardia, internacionalismo y política.

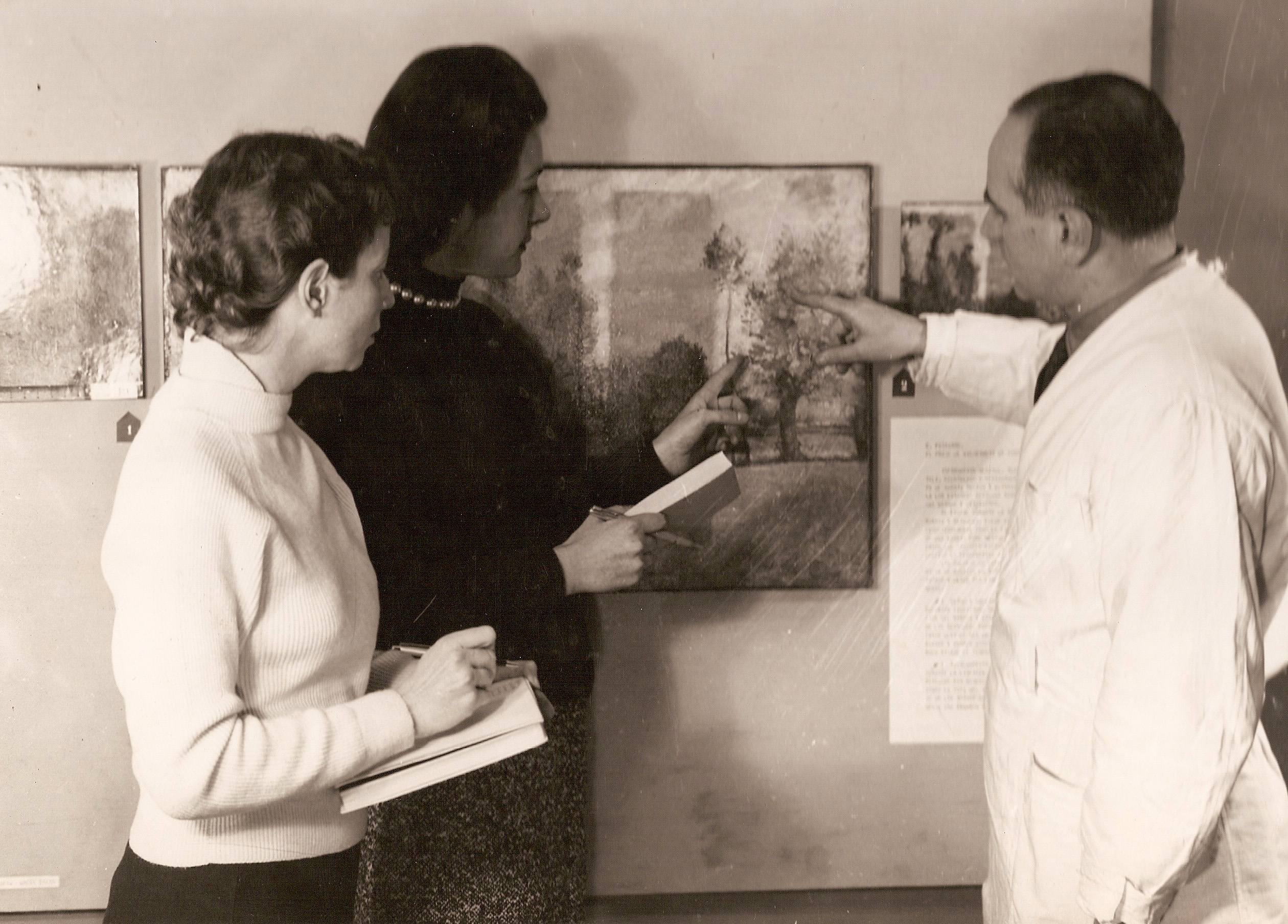
El restaurador Juan Corradini explica el proceso de restauración alrededor del año 1960.

En la década del 50 Enrique de Larrañaga fundó y fue el primer director de la Escuela Nacional de Bellas Artes "Prilidiano Pueyrredón" en Buenos Aires, vinculada al Museo Nacional de Bellas Artes.
El crítico Jorge Romero Brest asumió la dirección del Museo en 1955. Dinámica personalidad del medio artístico, se desempeñó además como docente y fue el fundador de la mítica revista Ver y Estimar (1948-1955). Su rol más importante fue el de curador e intérprete de la colección. Además, a partir de su visión integral de museo, incorporó profesionales como Juan Corradini para el área de restauración, y a Grete Stern quien tuvo a su cargo el laboratorio fotográfico. También creó un gabinete de estampas donde se organizaron exposiciones temporarias y abrió el auditorio con una programación de cursos, conferencias y espectáculos. Asimismo, durante su gestión el Museo propició premios como el Ver y Estimar, Braque y los del Instituto Di Tella (ITDT) que tuvieron como protagonistas a los jóvenes artistas argentinos.

#### El anexo construido para el Sesquicentenario (1960)

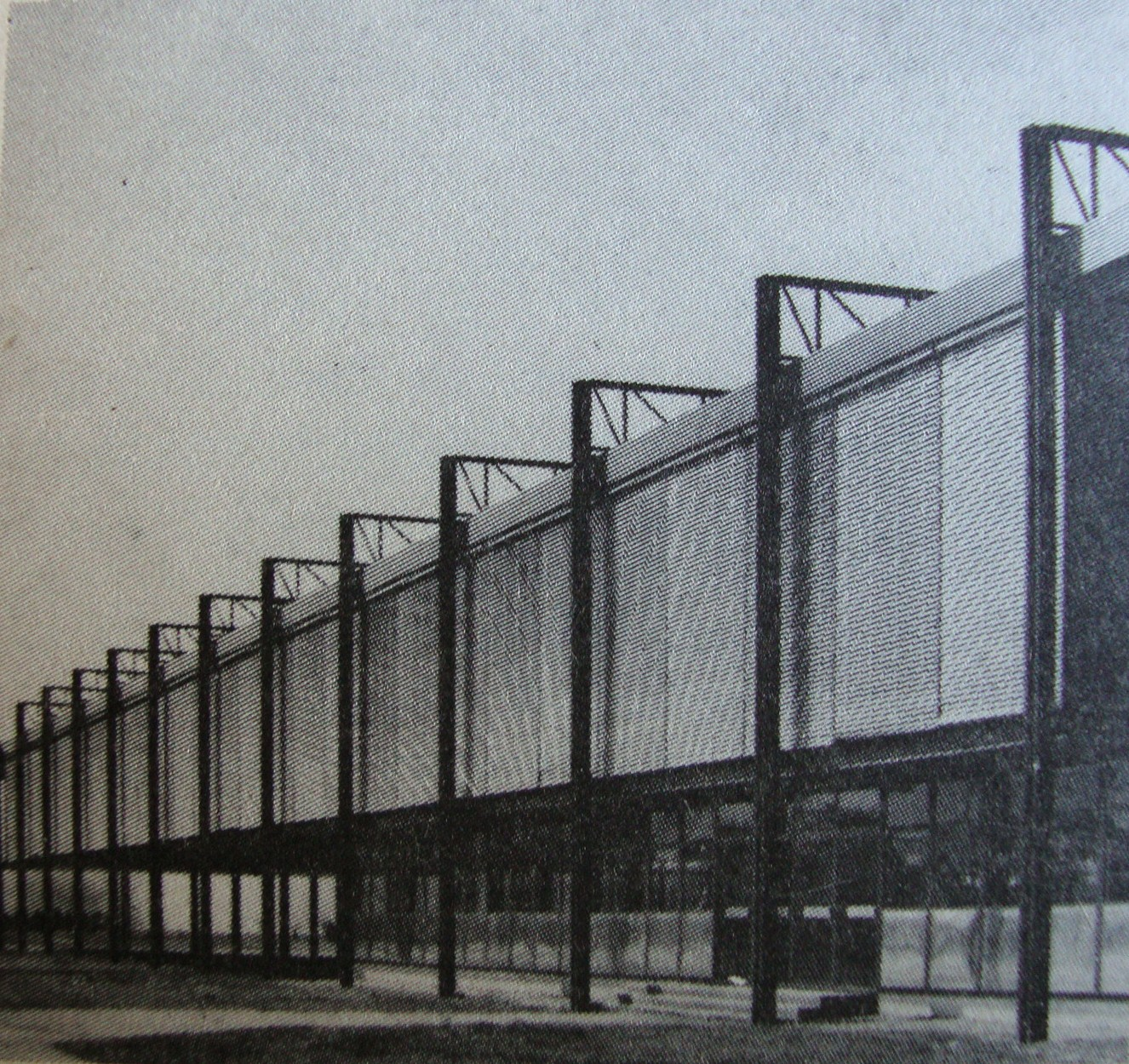
El anexo construido para el Sesquicentenario (1960).

En diciembre de 1960 y en el marco de los festejos organizados en conmemoración del Sesquicentenario de la Revolución de Mayo se inauguró la exposición 150 Años de Arte Argentino, muestra panorámica que abarcaba expresiones del arte nacional desde el siglo XIX hasta el siglo XX incluyendo las últimas tendencias. La exposición se exhibió en el pabellón anexo al Museo, diseñado para esa oportunidad, por el arquitecto César V. Janello.
Entre 1963 y 1977, el director interino del Museo fue el arquitecto Samuel Oliver, quien se había desempeñado como secretario técnico desde 1955. Su mandato se centró en la organización de importantes muestras temporarias, como De El Greco a Tiépolo, pintura europea de maestros del siglo XVII, conjunto de obras de colecciones particulares argentinas, museos nacionales y provinciales y de la Embajada de España; De los primitivos a Goya, con piezas españolas de colecciones argentinas; De Cézanne a Miró en 1968; 109 obras de la colección Albright-Knox Art Gallery, en 1969, con obras de Gauguin, Picasso, Dalí, Kirchner, Renoir, Cezanne, Van Gogh, Chagall, Matisse, entre otros; que contaron con gran presencia de público y una amplia repercusión por parte de la prensa.
En 1970 la República Federal Alemana auspició una exposición de La Bauhaus que ocupó todas las salas del Museo. Durante esta misma gestión en 1970 se iniciaron algunas obras de ampliación del Museo, que culminaron en la década del ’80. 
En 1977, Daniel E. Martínez asume como director interino, hasta el nombramiento oficial, ese mismo año, de  Adolfo L. Ribera como director.

### El Museo a fines desigloXX
Adolfo Luis Ribera, prestigioso académico de Bellas Artes, asumió la dirección en 1977. A él le tocó inaugurar parte las salas de la planta baja dedicadas a la colección permanente de arte internacional de los siglos XIX y XX. Samuel Paz fue el encargado de realizar el guion curatorial que dio cabida a piezas de arte francés del siglo XIX y XX provenientes de dos relevantes según afinidades formales o géneros artísticos.
En 1980 y gracias al apoyo de la Asociación Amigos del Museo Nacional de Bellas Artes se inauguró la amplia y moderna sala del primer piso. Samuel Paz diseñó un guion en que narró el devenir del arte argentino e internacional desde la década de 1920. Entre las exposiciones internacionales de ese período se destacó, en 1981, Cuatro maestros modernos: De Chirico, Ernst, Magritte, Miró.
En la Navidad de ese mismo año el Museo sufrió el robo de veintitrés piezas de la colección, tres de las cuales fueron recuperadas en el año 2005.
Una nueva etapa se inició en 1983 cuando el crítico Guillermo Whitelow  fue convocado para dirigir la institución. Bajo su gestión Martha Nanni, jefa de Servicios Técnicos, realizó cambios en el guion de las salas de arte europeo y en algunas salas de arte argentino. De acuerdo con los nuevos modelos museográficos el guion brindaba una narración clara y didáctica apoyada por diseños espaciales que privilegiaban la contemplación. También se realizaron importantes exposiciones nacionales e internacionales. Entre las retrospectivas dedicadas a artistas argentinos el público pudo ver las de Emilio Pettoruti, Antonio Berni (curadas por Martha Nanni) y Raquel Forner. De las internacionales se exhibieron, en 1984, México: 3000 años de cultura, importante conjunto de piezas pertenecientes al Museo Nacional de Antropología de México. Dos años más tarde Contrastes de formas. Abstracción geométrica 1910-1980, exposición formada por una selección de obras de los museos Simon Guggenheim y el Museo de Arte Moderno de Nueva York, entre otras.
A Guillermo Whitelow lo sucedió, en 1986, Daniel Martínez, secretario técnico del MNBA durante la gestión de Samuel Oliver y director interino en 1977. En su mandato se formalizaron nuevas estructuras administrativas y técnicas, y se realizaron concursos para ocupar diversos cargos dentro del museo. El Premio Di Tella permitió organizar en el MNBA importantes retrospectivas de artistas argentinos contemporáneos como la de Alfredo Hlito, cuya curaduría estuvo a cargo de Martha Nanni en 1987. Ese mismo año se presentó la muestra Pintura moderna brasileña: Colección Roberto Marinho, con un amplio panorama de la pintura del siglo XX de ese país.
Al año siguiente y, con el apoyo de Benson & Hedges, se realizó la primera “megamuestra” en nuestro medio, una retrospectiva dedicada a Fernando Fader. La exposición, con obras de distintos museos del país y de colecciones particulares,  ocupó toda la sala del primer piso,  atrayendo a gran cantidad de público.
Al cambiar el gobierno en 1989 se hizo cargo de la dirección Jorge A. Lorenzutti. En esta gestión se organizó la Exposición del Museo Nacional de Bellas Artes de la República Argentina. Arte Francés y Argentino en el siglo XIX. Importante conjunto de pinturas y esculturas del patrimonio que recorrió distintas ciudades de Japón entre noviembre de 1990 y abril de 1991 que, a su regreso se expusieron en Buenos Aires.
Rafael Iglesia, exdirector Nacional de Museos ocupó la dirección del Museo entre 1992 y 1994. En este período se exhibieron obras del artista argentino miembro del grupo informalista Alberto Greco, exposición organizada por la Fundación Cultural Mapfre y el Instituto Valenciano de Arte Moderno. Durante su gestión tuvo lugar la Exposición organizada por la Fundación Konex “100 Obras Maestras de 100 Pintores Argentinos (1810-1994)” del 6 de septiembre al 9 de octubre de 1994. La misma fue vista por más de 70 000 personas.

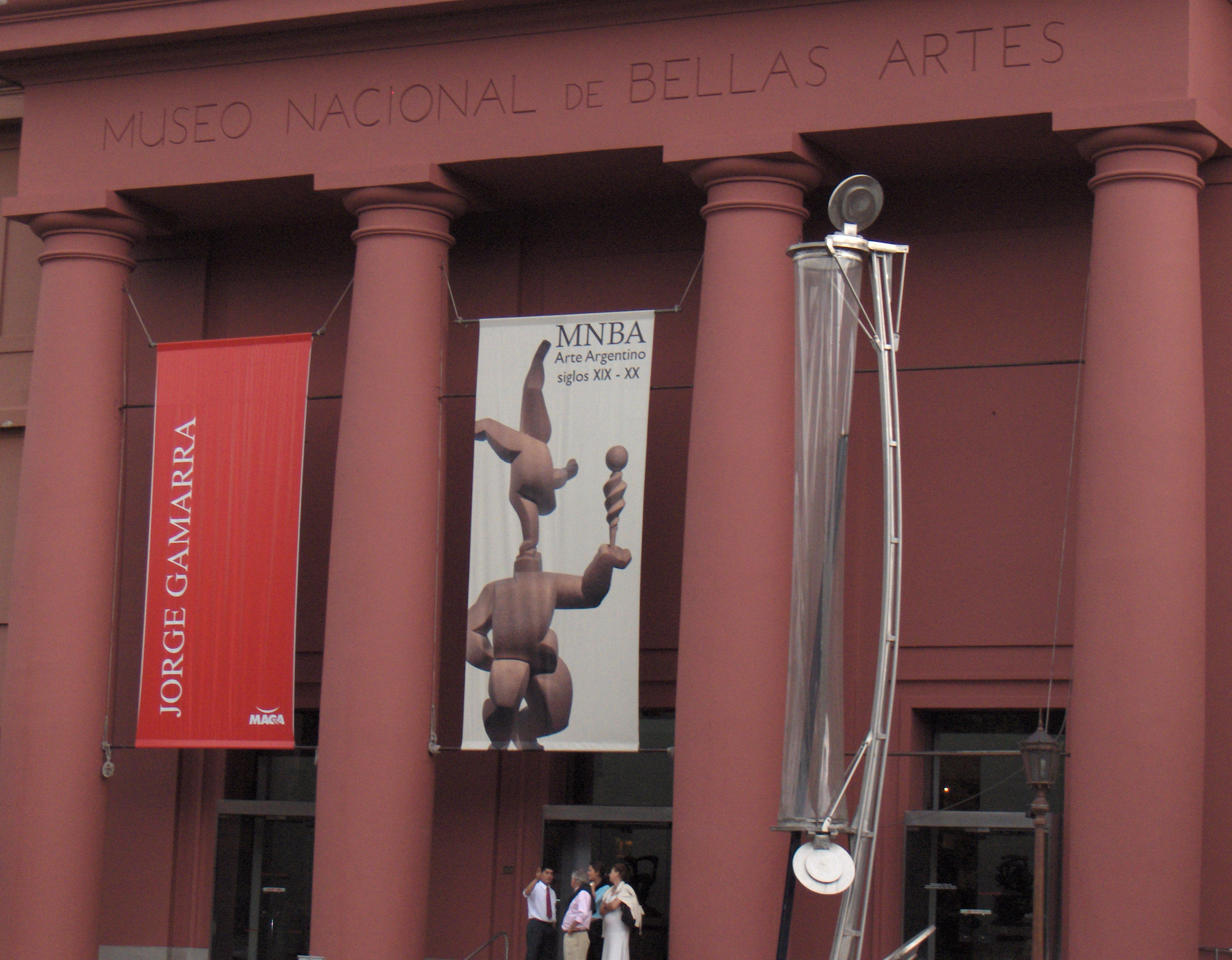
Fachada actual, modificada por Alejandro Bustillo.

Jorge Glusberg, centró su gestión (1994-2003) en la ampliación de ofertas de actividades y fue durante su gestión que la entrada al Museo comenzó a ser libre y gratuita. En la programación se promovieron premios y exposiciones con gran presencia de artistas jóvenes, mientras que el video arte y las instalaciones tuvieron un lugar relevante. Por otra parte durante su mandato gestionó la creación del MNBA-Neuquén.  Por medio de un comodato renovable entre la Secretaría de Cultura de la Nación y la Municipalidad de Neuquén, allí se exhiben desde septiembre de 2004 más de 200 obras del patrimonio del Museo, en un edificio especialmente diseñado por el arquitecto Mario Roberto Álvarez. el 12 de septiembre de 2004, durante el gobierno de, fue inaugurado en la ciudad de Neuquén el Museo Nacional de Bellas Arte Neuquén, la única sede en el interior de la Argentina en la cual se exhiben obras del patrimonio del Museo Nacional de Bellas Artes.

### El Museo en elsigloXXI
Tras la renuncia de Glusberg, en diciembre de 2003, la Secretaría de Cultura nombró en forma interina a Alberto Bellucci.  Durante su gestión promovió una gran reforma de los espacios destinados a la exhibición de la colección permanente que permitió también renovar el guion curatorial. En 2004 se redistribuyeron los espacios de la planta baja, esto permitió incorporar una sala dedicada al arte italiano y otra al español del siglo XIX. Desde ese año es parte de la propuesta La Noche de Los Museos celebrada en un sábado de cada año por el Gobierno de la Ciudad de Buenos Aires. Dicho evento supone un lugar de encuentro con el público y el museo en un contexto distinto al habitual y ha tenido mucho éxito de audiencia. En abril de 2005 se inauguró la renovación de las salas permanentes de arte argentino desde comienzos del siglo XIX hasta las últimas décadas del siglo XX. En un espacio reacondicionado especialmente se exhibieron 470 obras, con un guion curatorial cuya narración siguió un criterio cronológico, histórico-crítico se mostraba un amplio panorama del arte argentino.
A fines de 2005, con un diseño e iluminación especial, se completó la sala de arte precolombino andino. Este guion curatorial fue el resultado de un trabajo interdisciplinario entre el equipo de investigación del Museo, especialistas en arte precolombino y textiles andinos, que puso el énfasis en los aspectos estéticos de las piezas, como lo habían hecho en su momento el arqueólogo Alberto Rex González y coleccionistas como Guido Di Tella, a quienes se debe la formación del conjunto exhibido. Esta sala fue la primera de este tipo instalada en un museo de arte nacional. Así, en el primer piso del Museo Nacional de Bellas Artes se ofrecía un panorama del arte argentino desde sus inicios en los pueblos originarios hasta la actualidad.
Entre 2006 y 2007, asume la dirección interina Américo Castilla, quien logra modificar la estructura funcional del Museo, crear nuevos cargos y llamar a concurso del nuevo director, designado por un jurado internacional.
Producto del concurso, en diciembre de 2007, el Dr. Guillermo Alonso asume la dirección ejecutiva del Museo. En el año 2008, se inauguró la sala dedicada a la Colección Guerrico, con un modelo de exhibición diferente al conjunto de salas que pueden recorrerse en el Museo. El diseño evidencia el gusto y la moda de fines del siglo XX, y se inspira en el contexto que originalmente albergó la colección.
En 2009 se incorporó a la colección la obra de Antonio Berni, Pesadilla de los injustos o La conspiración del mundo de Juanito Laguna trastorna el sueño de los injustos.
En 2010 se publicó un catálogo con las obras más relevantes del patrimonio, compilado en dos importantes volúmenes, presenta ensayos y artículos de investigadores del Museo Nacional de Bellas Artes y colaboraciones de especialistas nacionales y extranjeros. También, en el marco del año del Bicentenario de la Revolución de Mayo, se presentó la exposición Berni: narrativas argentinas, dedicada a la obra del maestro rosarino.
En 2011 el director Ejecutivo del Museo impulsó un proyecto de remodelación de las salas de la planta baja que consistió pintar las paredes de los espacios interiores con una paleta de colores fuertes, acorde a las tendencias actuales de la museología internacional. De esta manera, guion curatorial ya existente, se presentó al visitante en un entorno renovado.  Asimismo se llevó adelante una modificación del guion, ubicando a continuación del arte europeo las obras de arte argentino del siglo XIX, el responsable del cambio fue Roberto Amigo en su carácter de curador invitado.
Hacia fin del año 2012, la por entonces Secretaría de Cultura de la Nación adquirió para la institución tres importantes piezas de Antonio Berni, Cristo en el departamento (1980/1), El obrero encadenado (1949), donadas por la hija del artista, y La Siesta (1943), adquirida por el museo.
Tras la salida de Alonso en 2013, Marcela Cardillo ejerció la dirección ejecutiva hasta que en 2015, en que el Ministerio de Cultura hace un nuevo llamado a concurso. Durante este tiempo, el Museo presentó las muestras Pío Collivadino. Buenos Aires en construcción, Tekoporã, Arte indígena y popular del Paraguay. Colección Museo del Barro, y La seducción fatal. Imaginarios eróticos del siglo XIX, organizada en colaboración con la Biblioteca Nacional. Además, el Museo recibió en donación 200 fotografías de distintos fotógrafos argentinos y latinoamericanos, de parte de la fotógrafa argentina Sara Facio.
Durante el 2013, a través de la política de adquisiciones del Museo Nacional de Bellas Artes, realizadas con fondos del Estado Nacional, se acrecentó su patrimonio en más de 130 objetos. El Instituto Nacional de Bellas Artes de México permitió integrar a la Colección Nacional un conjunto de 51 grabados y una esculturas provenientes de dicho país. Entre las últimas obras incorporadas a la colección del Museo Nacional Bellas Artes se destacaron un objeto de Liliana Maresca, fotografías de Marcos López de los años ochenta y el inicio de un fondo de gráfica política que comprende obras de Ricardo Carpani, Juan Carlos Romero, Fernando Bedoya y TPS. Otra línea de adquisiciones corresponde al arte argentino actual. En la mayoría de los casos se trata de las primeras producciones de los artistas: Elba Bairón, Daniel García, Miguel Harte, Graciela Hasper, Fabio Kacero, Jorge Macchi, Gumer Maier, Graciela Sacco, Román Vitali, Cristina Schiavi, Marcia Schvartz.
En junio de 2015, finalizaron los obras de remodelación del edificio y se reinauguraron 18 salas. La superficie total intervenida fue de 13 112  m², y abarcó el primer y segundo piso, las terrazas y el subsuelo. En el primer piso, se habilitaron 16 salas de 2845 m² en conjunto, donde se exhiben unas 300 obras de arte del siglo XX.
En diciembre de 2015, como resultado del concurso realizado por el Ministerio de Cultura, el arquitecto Andrés Duprat accede al cargo de Director Ejecutivo. Con el objetivo de fortalecer el carácter federal, y con motivo de los festejos del Bicentenario de la Independencia, se organiza la muestra itinerante "Congreso de Tucumán: 200 años de historia argentina", que reúne 79 obras de la colección del Museo, en diálogo con piezas de artistas contemporáneos de todas las provincias. La muestra visitó, entre julio de 2016 a marzo de 2018, San Miguel de Tucumán, Rosario, Mar del Plata, Neuquén, Salta, San Juan y Córdoba. Así mismo, durante 2018 se organizaron otras dos exposiciones itinerantes.
Además, a través del Programa de Adquisiciones de Obras de la Asociación Amigos del Museo (AAMNBA), dos obras del artista madí Carmelo Arden Quin y una de Edgardo Giménez.
Durante su gestión se realizaron los concursos para los cargos de Director artístico y Delegado de Gestión Administrativa y Asuntos Jurídicos del Museo. Como resultado del mismo se designó a la historiadora de arte y curadora, Mariana Marchesi y al Dr. Mariano D’Andrea respectivamente. Ambos asumieron sus cargos en junio de 2017.
Desde diciembre de 2015 hasta la actualidad, el Museo Nacional de Bellas Artes albergó destacadas muestras temporarias, nacionales e internacionales, como Orozco, Rivera, Siqueiros. La exposición pendiente y La conexión sur (2016); Xul Solar. Panactivista (2017); Luis Felipe Noé. Mirada prospectiva (2017), Lucio Fontana en las colecciones públicas argentinas (2017), Miró: la experiencia de mirar (2017/ 2018), Rodin. Centenario en Bellas Artes (2017/2018), Obras maestras del Renacimiento al Romanticismo. Colección del Museo de Bellas Artes - Galería Nacional de Hungría (2018), y J. M. W. Turner. Acuarelas. Tate Collection (2018/ 2019), "Carlos Alonso. Pintura y Memoria"(2019) entre otras.
En 2017 se realizaron trabajos de remodelación y puesta en valor del hall de ingreso al edificio. La obra recupera el diseño original de los años 30 realizado por el arquitecto Alejandro Bustillo (Buenos Aires, 1889-1982).
En 2019 se suma al guion permanente posterior a la remodelación de las salas del primer piso,una sala dedicada al arte precolombino y una al arte colonial.

## Colección en línea
Desde el mes de noviembre de 2013, la página web oficial del Museo cuenta con un acervo en línea de su colección, con fotos en alta definición y textos en español, inglés y portugués sobre distintas obras escritos por académicos de arte argentinos. La colección se encuentra dividida según escuelas, períodos, objetos, estilos y autores. Para fines del 2014 contaba con más de 12 000 obras.

## Obras - Patrimonio MNBA

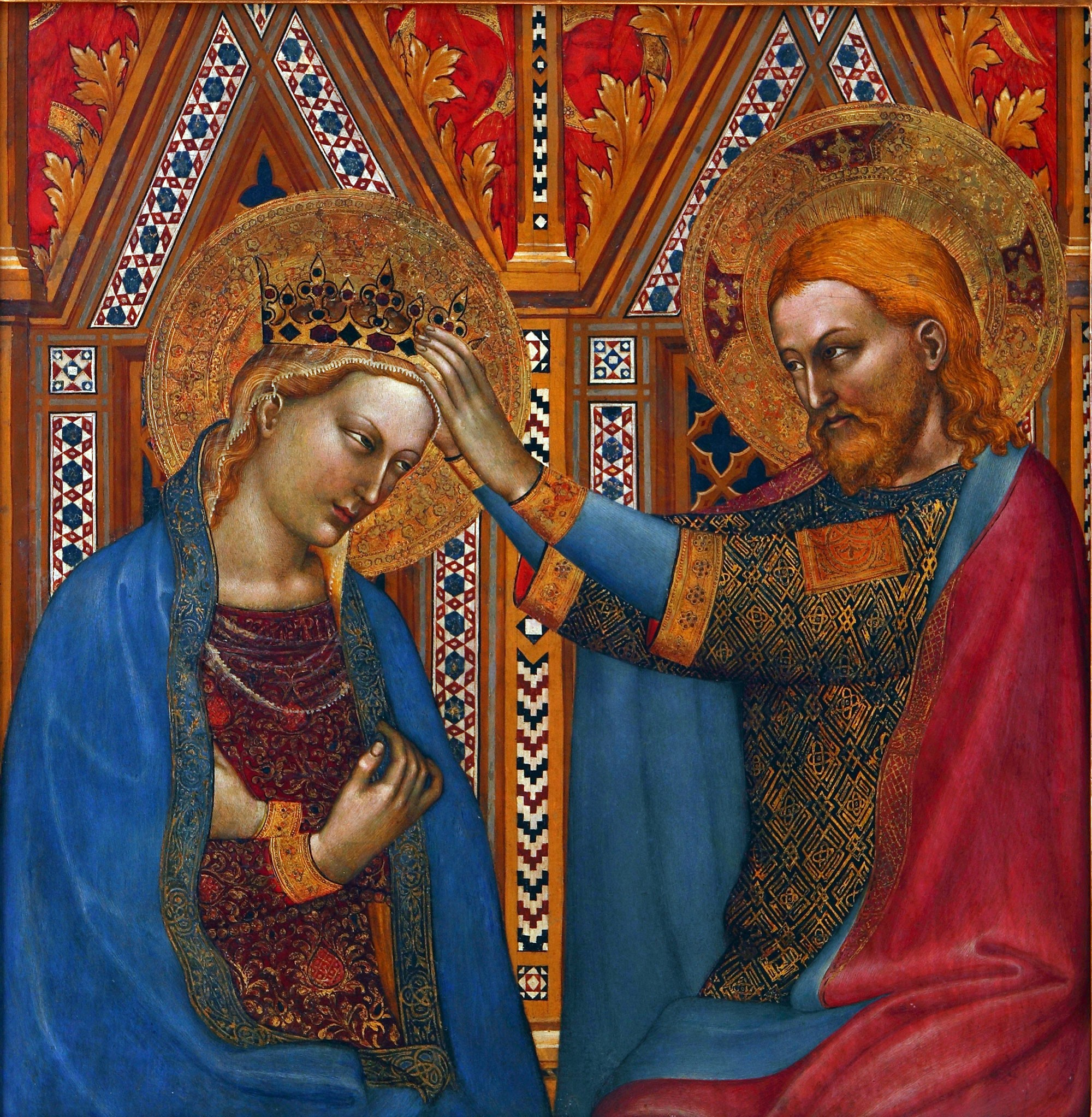
Coronación de la Virgen, siglo XIV, de Giovanni da Milano.
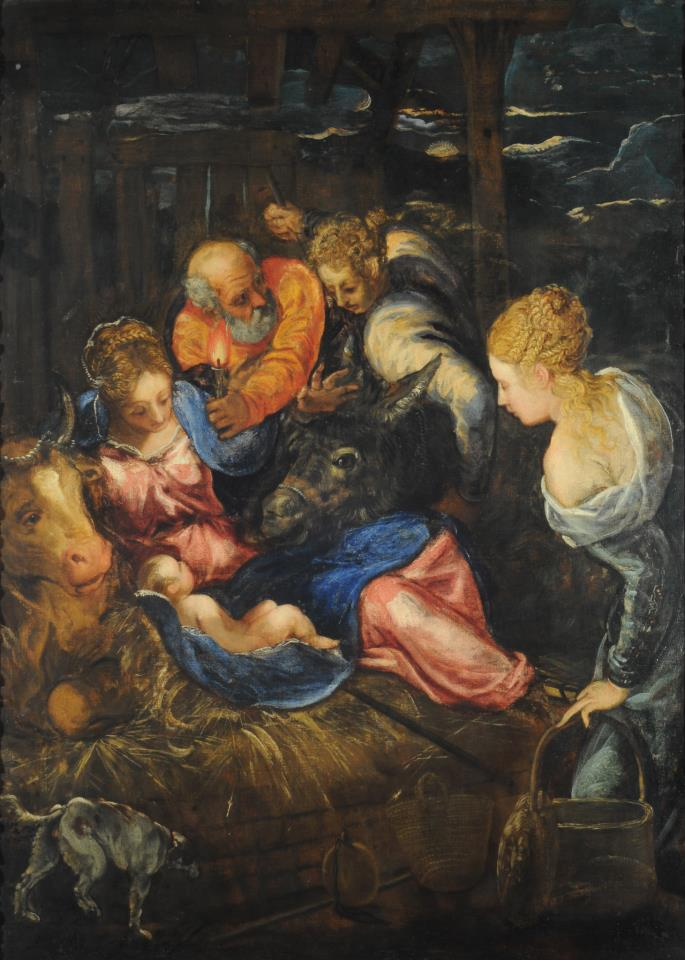
Natividad, ca. 1585-1594, de Tintoretto.
Un astrónomo, ca. 1632, de José de Ribera.
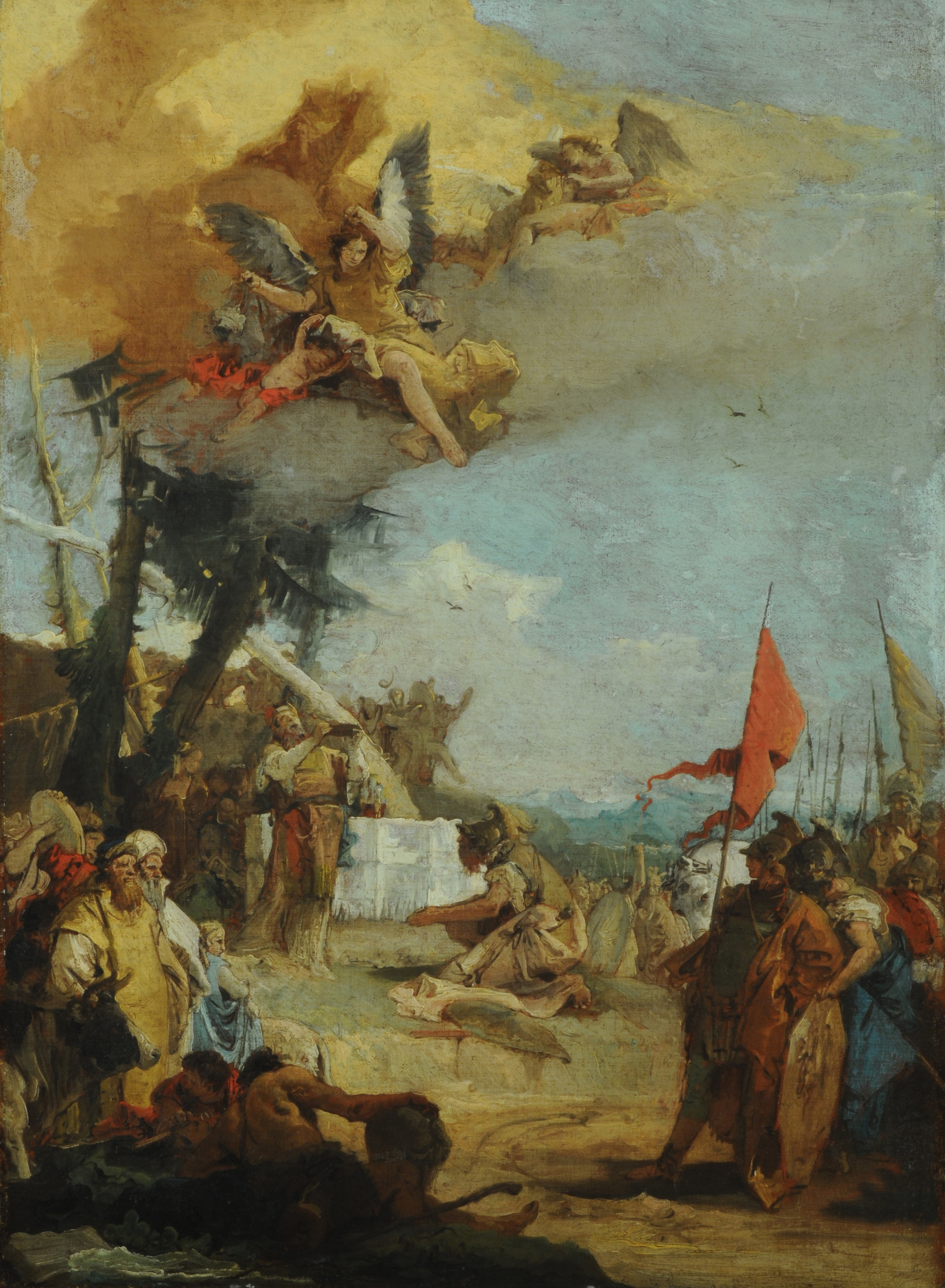
Sacrificio de Melquisedec, ca. 1740, de Giovanni Battista Tiépolo.
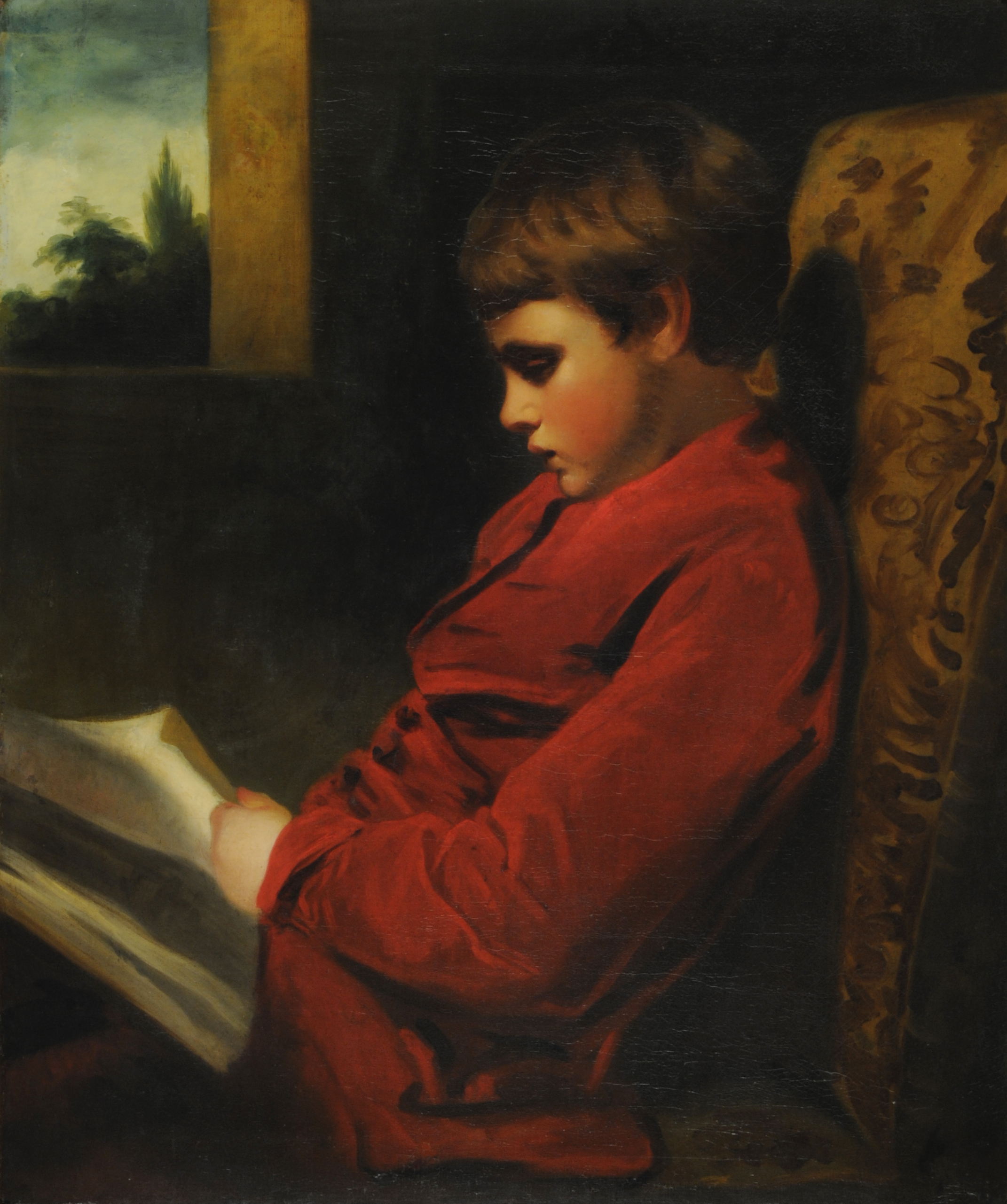
The reading boy, ca. 1777, de

## Premio Nacional a la Trayectoria Artística
Creado en 2018, el Premio Nacional a la Trayectoria Artística distingue anualmente la obra de ocho autores vivos de destacada labor en las artes visuales del país.

## Biblioteca
La biblioteca fue creada junto al museo con el fin de contribuir a la difusión del arte, siendo sus usuarios principales los estudiantes de distintos niveles, docentes, críticos e investigadores. Desde 1895 comenzó a recopilar su fondo bibliográfico, especializándose en artes visuales. A partir de 1942 tomo carácter de biblioteca pública y debido a la riqueza y variedad del material de su fondo, se convirtió en la biblioteca más importante sobre arte en Argentina. El incremento del acervo fue a través de donantes particulares e institucionales. Entre las más relevantes fueron las donaciones de Antonio SantaMarina, la colección privada del crítico Jorge Romero Brest. y de su discípulo Damian Bayón. Este centro de documentación, lleva por nombre "Raquel Edelman" en homenaje a quien fuera su directora desde 1956 hasta 2004.